# Crowland
Pour les articles homonymes, voir Croyland (homonymie).
Crowland (nom moderne) ou Croyland (nom médiéval) est une ville du Royaume-Uni située dans le Lincolnshire, entre Peterborough et Spalding, en Angleterre.

## Culture et patrimoine
La ville possède deux sites historiques :
- l'unique pont à trois têtes de pont, le Trinity Bridge (en) ;
- l'abbaye en ruines et la chronique de Croyland, une importante source historique, est le fruit du travail d'un des occupants du monastère. Sainte Etheldrite († vers 834), fille du roi Offa de Mercie, aurait vécu recluse au voisinage de cette abbaye.